# هومرت
هومرت (به فرانسوی: Hommert) یک کمون (فرانسه) در فرانسه است که در Meurthe واقع شده‌است. هومرت ۳٫۴۹ کیلومتر مربع مساحت دارد ۴۵۰ متر بالاتر از سطح دریا واقع شده‌است.